# Замок Колдвелл
Замок Колдвелл (англ. Castle Caldwell) – один із замків Ірландії, розташований в графстві Фермана, Північна Ірландія.

## Історія замку Колдвелл
Замок Колдвелл стоїть серед парку Колдвел-Форест-парк – серед природного заповідника на невеликому півострові, в західній частині озера Лох-Ерн, в графстві Фермана. Замок Колдвелл був побудований в 1612 – 1619 роках, коли була остаточно завойована Ірландія, були знищені останні незалежні ірландські королівства і почалась англійська та шотландська колонізація Ольстеру. Замок був збудований в стилі шотландських колоністів, з баштою, з двома виступаючими вежами, в середині замку був житловий будинок. Після побудови замок назвали Форт-Гассетт. Першими володарями замку були аристократи з родини Бленнергассет. У 1660 році замок орендувала родина Колдвелл. Це шотландська купецька родина з Енніскіллен. Походить ця родина з Пресвіка, що в Ейрширі, Шотландія. У 1672 році родина Колдвелл купила замок. Замок з того часу став називатися замком Колдвелл. У червні 1683 році голова родини Колдвелл отримав титул баронета. 
У другій половині XVIII століття замок був перебудований кілька разів. Після чисельних перебудов замок описували як «чудовий» і як «споруду з готичним фасадом». 
На початку 1800-х років замок Колдвелл став власністю М. П. Блумфілда, що одружився зі спадкоємицею роду Колдвелл. У 1849 році його син - Джон Колдвелл-Бумфілд успадкував замок. Він заснував гончарну фабрику Белік у сусідньому селищі Белік. 
Садиба була продана на аукціоні в листопаді 1876 року. Потім замок був закинутий і поступово перетворювався в повні руїни. 
Нині це живописні романтичні руїни. Парк навколо замку знаходиться у вільному доступі, але сам замок не може бути відвіданий через небезпеку обвалу. Парк живописний, з парку відкривається чудовий вид на озеро Лох-Ерн. Існує також зруйнована каплиця з невеликим занедбаним старовинним кладовищем.